# Saint-Louis (circonscription provinciale)
Pour les articles homonymes, voir Saint-Louis.
Saint-Louis est une ancienne circonscription électorale provinciale du Québec, situé dans la région de Montréal. Elle fut en activité entre l'élection générale de 1966 et celle de 1994

## Historique
Précédée de : Montréal—Saint-Louis, Montréal-Outremont et Montréal-Mercier
Suivie de : Westmount–Saint-Louis
La circonscription est située sur le territoire de l'ancienne paroisse Saint-Louis, annexée à Montréal en 1909 et nommée en l'honneur de Louis IX de France. Elle fut en partie intégrée à la circonscription de Westmount—Saint-Louis en 1992.

## Liste des députés
| Législature                                                                           | Années    | Député          | Député      | Parti   |
| ------------------------------------------------------------------------------------- | --------- | --------------- | ----------- | ------- |
| Saint-Louis Créée depuis Montréal-Mercier, Montréal-Outremont et Montréal—Saint-Louis |           |                 |             |         |
| 28e                                                                                   | 1966–1970 |                 | Harry Blank | Libéral |
| 29e                                                                                   | 1970–1973 |                 | Harry Blank | Libéral |
| 30e                                                                                   | 1973–1976 |                 | Harry Blank | Libéral |
| 31e                                                                                   | 1976–1981 |                 | Harry Blank | Libéral |
| 32e                                                                                   | 1981–1985 |                 | Harry Blank | Libéral |
| 33e                                                                                   | 1985–1989 | Jacques Chagnon |             | Libéral |
| 34e                                                                                   | 1989–1994 | Jacques Chagnon |             | Libéral |
| Dissoute dans Westmount–Saint-Louis                                                   |           |                 |             |         |

### Évolution pour les principaux partis
| |
| - Parti libéral - Union nationale (ancien) - Parti québécois - Crédit social (ancien) - Égalité (ancien) |